# Młodzieżowe Indywidualne Mistrzostwa Polski na Żużlu 1974
Młodzieżowe Indywidualne Mistrzostwa Polski na Żużlu 1974 – zawody żużlowe, mające na celu wyłonienie medalistów młodzieżowych indywidualnych mistrzostw Polski w sezonie 1974. Rozegrano dwa turnieje półfinałowe oraz finał, w którym zwyciężył Jerzy Rembas.

## Finał
- Tarnów, 29 września 1974

| Msc. | Zawodnik            | Klub         | Pkt |             |  |
| ---- | ------------------- | ------------ | --- | ----------- |  |
| 1    | Jerzy Rembas        | Gorzów Wlkp. | 14  | (3,3,2,3,3) |  |
| 2    | Franciszek Stach    | Opole        | 13  | (3,2,3,3,2) |  |
| 3    | Ryszard Fabiszewski | Gorzów Wlkp. | 12  | (1,2,3,3,3) |  |
| 4    | Zbigniew Studziński | Lublin       | 12  | (2,3,2,2,3) |  |
| 5    | Ryszard Jany        | Wrocław      | 10  | (2,3,3,0,2) |  |
| 6    | Leonard Raba        | Opole        | 10  | (3,1,2,1,3) |  |
| 7    | Andrzej Zając       | Tarnów       | 9   | (3,2,u,2,2) |  |
| 8    | Jerzy Kowalczyk     | Częstochowa  | 7   | (1,3,1,2,d) |  |
| 9    | Mieczysław Woźniak  | Gorzów Wlkp. | 7   | (2,1,3,1,u) |  |
| 10   | Marian Witelus      | Opole        | 6   | (2,2,1,1,u) |  |
| 11   | Grzegorz Szczepanik | Rybnik       | 5   | (0,1,1,3,u) |  |
| 12   | Jan Gągolewicz      | Gdańsk       | 5   | (1,0,2,w,2) |  |
| 13   | Tadeusz Gortat      | Łódź         | 3   | (0,0,1,1,1) |  |
| 14   | Józef Witkowski     | Gniezno      | 2   | (0,0,0,2,0) |  |
| 15   | Wojciech Puk        | Gniezno      | 2   | (1,u,0,0,1) |  |
| 16   | Tadeusz Berej       | Lublin       | 1   | (u,1,0,u,w) |  |